# Ernest Monis
Antoine Emmanuel Ernest Monis (Châteauneuf-sur-Charente, 1846. május 23. – Mondouzil, 1929. május 25.) francia jogász, politikus, a Harmadik Francia Köztársaság 42. miniszterelnöke.

## Pályafutása
Nagyapja Spanyolországból bevándorolt mezőgazdasági munkás volt. Monis jogot tanult Poitiers-ban, és Cognacban kezdte meg ügyvédi pályáját. 1879-ben Bordeaux-ba költözött. 1885 és 1889 között Gironde megye nemzetgyűlési képviselője, majd 1891. október 25-től szenátora. A szenátusban a baloldali demokraták csoportjához csatlakozott. A jogi vitákon kívül részt vett a hadügyi, tengerészeti és pénzügyi bizottságok munkájában is. Gyakran intézett kérdéseket a kormányhoz, a szenátus jelentős személyiségének számított. 
Pierre Waldeck-Rousseau igazságügyi miniszterré nevezte ki kormányában 1899. június 22-én. Monis nevéhez fűződik az 1901. július 1-jei törvény a gyülekezési szabadságról, és jelentős szerepe volt abban is, hogy a nők előtt is megnyílt az ügyvédi pálya. 1906 és 1910 között a szenátus alelnöke.
Armand Fallières köztársasági elnök felkérésére kormányt alakított 1911. március 2-án, és a belügyi tárcát is megtartotta. 1911. május 20-án Issy-les-Moulineaux-ban, a Párizs–Madrid repülőverseny indulásakor egyik gép rázuhant a tribünre. A hadügyminiszter másnap belehalt sérüléseibe, Monis komplikált lábtörést szenvedett. Június 27-én egészségi állapota miatt átadta helyét Joseph Caillaux pénzügyminiszternek. 1913. december 13. és 1914. március 20. között tengerészeti és hajózási miniszter volt Gaston Doumergue kormányában.

## Kapcsolódó szócikk
- Franciaország miniszterelnökeinek listája